# Maccabeesa lawrencei
Genre
Espèce
Maccabeesa lawrencei, unique représentant du genre Maccabeesa, est une espèce d'opilions laniatores de la famille des Assamiidae.

## Distribution
Cette espèce est endémique de l'île Maurice.

## Description
Le mâle holotype mesure 4 mm.

## Étymologie
Cette espèce est nommée en l'honneur de Reginald Frederick Lawrence.

## Publication originale
- Roewer, 1936 : « Opilionides von Mauritius. » Veröffentlichungen aus dem Deutschen Kolonial- und Übersee-Museum in Bremen, vol. 1, no 3, p. 335–341.